# انتخابات الرئاسة القرغيزستانية 1995
انتخابات الرئاسة القيرغيزستانية 1995 هي انتخابات رئاسية جرت في 1995، في قيرغيزستان.
فاز بالانتخابات عسكر آكاييف.